# 땅코뿔새류
땅코뿔새류(ground hornbills)는 파랑새목 또는 코뿔새목의 땅코뿔새과(Bucorvidae)에 속하는 조류의 총칭이다. 단일속 땅코뿔새속(Bucorvus)에 속하는 현존하는 2종으로 이루어져 있다. 사하라 이남 아프리카 지역의 토착종이다. 아비시니아땅코뿔새는 세네갈에서 에티오피아에 이르는 지대에서 발견되며, 남부땅코뿔새는 남아프리카와 동아프리카에서 발견된다.

## 하위 종
- B. leadbeateri
- B. abyssinicus

## 사진

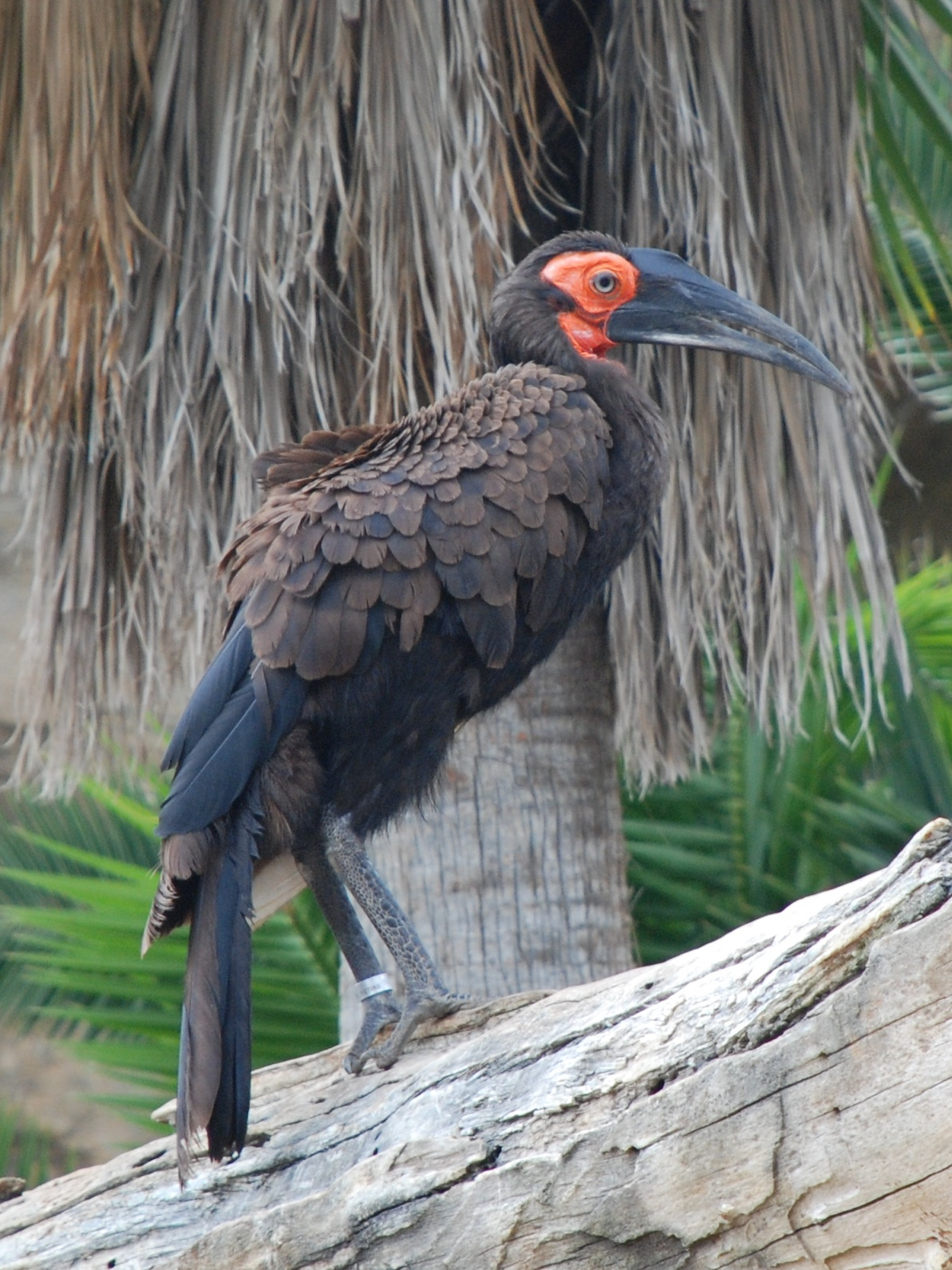
남부땅코뿔새
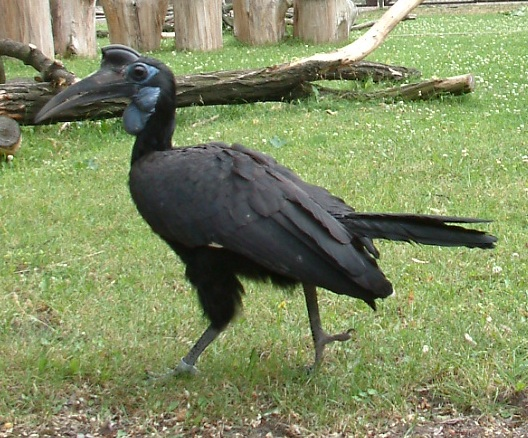
아프리카코뿔새